# 2187 Ла Сілья
2187 Ла Сілья (2187 La Silla) — астероїд головного поясу, відкритий 24 жовтня 1976 року.
Тіссеранів параметр щодо Юпітера — 3,402.